# Colwellia chukchiensis
Espèce
Colwellia chukchiensis est une des espèces du genre de bactéries marines Colwellia. Ce sont des bacilles à Gram négatif de la famille des Colwelliaceae faisant partie de l'embranchement des Pseudomonadota.

## Historique
Lors de la seconde expédition du brise-glace Xue Long pour la Recherche Nationale Arctique Chinoise, des prélèvements effectués sur des sédiments à 60 m de profondeur dans la Mer de Chukchi ont permis d'isoler la souche BCw111. Cette souche est la souche type de l'espèce Colwellia chukchiensis.

## Taxonomie

### Étymologie
L'étymologie de cette espèce est la suivante :  chuk.chi.en’sis N.L. masc./fem. adj. chukchiensis, qui vient de la Mer de Chukchi, lieu d'isolement de la souche type de cette espèce,.

### Phylogénie
L'analyse de la séquence nucléotidique de l'ARNr 16S de la souche BCw111 a permis de classer cette bactérie parmi différentes espèces de Colwellia. Cette souche est placée dans un clade comprenant les espèces C. polaris et C. aestuarii. L'homologie de séquence la plus élevée pour ce gène l'est avec ces deux espèces avec respectivement 97,8 % et 97,1 %. Ce genre bactérien est phylogénétiquement inclus dans la classe des Pseudomonadota (ex Proteobacteria).

## Description

### Description générale
Colwellia chukchiensis est une bactérie à Gram négatif. L'espèce est psychrotolérante et anaérobie facultative sur gélose marine supplémentée avec du nitrate. Cette espèce est formée des bacilles incurvés d'une largeur de 0,5 µm à 1,06 µm et de 1,1 µm à 4,5 µm de long. Colwellia chukchiensis est mobile par l'intermédiaire d'un flagelle polaire unique. Cette espèce est positive pour les tests catalase et oxydase. Sur gélose marine, les colonies sont circulaires et convexes, non pigmentées, lisses et avec des bords bien délimités. La croissance est optimale à un température comprise entre 23 °C et 25 °C et reste possible entre 0 °C et 30 °C. Le croissance nécessite un pH de 5.0 à 10.5 (optimal entre pH 6.0 et pH 8.0) et une concentration en NaCl de 0.5 à 8.0 % (w/v). Il n'y a ucune croissance au-delà de 33 °C ou sans NaCl. Cette espèce ne produit pas de sulfide d'hydrogène, ni d'indole et le test Voges–Proskauer est négatif. Elle peut réduire le nitrate en azote. Elle est aussi capable d'hydrolyser la caséine, la gélatine et le Tween 80.

### Activités enzymatiques
En plus des activités enzymatiques catalase et cytochrome oxydase donnant un test positif, Colwellia chukchiensis peut aussi être caractérisée par des tests positifs pour les enzymes suivantes : Phosphatase alcaline, Estérase (C4), Estérase lipase (C8), naphthol-AS-BI-phosphohydrolase, valine arylamidase et leucine arylamidase. Par contre, elle est négative pour les tests d'activités des enzymes arginine dihydrolase, lysine décarboxylase, ornithine décarboxylase, lipase (C14),
a-chymotrypsin, Phosphatase acide, trypsine, cystine aryla-midase, alpha-galactosidase, bêta-galactosidase, bêta-glucuronidase, alpha-glucosidase, N-acetyl-b-glucosaminidase, alpha-mannosidase et alpha-fucosidase.

### Génome
Lors de sa description, l'espèce la plus proche est C. polaris avec laquelle l'hybridation ADN-ADN est de 42,6 %.

## Habitat
La souche type de cette espèce a été isolée dans les sédiments marins à une profondeur de 60 m en Mer de de Chukchi.